# فتق مثاني
الفتق المثاني أو فتق المثانة أو العفل أو القيلة المثانية (بالإنجليزية: Cystocele) حالة مرضية تحدث عند المرأة عندما تبدأ المثانة بالميلان نحو الخلف والضغط على الجدار الأمامي للمهبل. حيث ينحشر الجهاز التناسلي الأنثوي بين الجهازين البولي والمعوي. فعندما تصل عضلات المهبل واللفافة, والتي هي عبارة عن أنسجة دورها المحافظة على مكان المثانة الطبيعي إلى مرحلة تصبح عاجزة فيها عن المحافظة على المثانة في مكانها، فإنها تبدأ بالانحناء باتجاه الخلف دافعة في طريقها الجدار الأمامي للمهبل.

## الأعراض
هذه الحالة تسبب عدم الراحة للمرأة وما يرافقها من مشاكل في الإفراغ، والشعور بضغط نحو الأسفل ,تبول متكرر، تبول ملح، رشح البول عند القيام بجهد، وأحيانًا حصول هبوط شديد، اضطراب بالإفراغ وتلوث متكرر في ممرات البول السفلية.

## درجاتها
يعتمد اختيار طريقة المعالجة المثلى على مدى خطورة حالة المريضة المصابة بالقيلة المثانية. و يصنّف الأطباء القيلةَ المثانية في ثلاث درجات، هي:
- -درجة أولى خفيفة، وهي قد يتم علاجها بأخذ قسط من الراحة وتجنب حمل أشياء ثقيلة.
- -درجة ثانية , أشد ولكن غير خطيرة، وتتعالج ببعض التمارين الرياضية ومنها تمارين كيجل .
- -درجة ثالثة وتعتبر هي المرحلة الأخطر. وتشمل معالجتها تمارين كيجل بالإضافة قد يتم الاعتماد على، جهاز داعم يتم وضعه في المهبل يسمى الفرزجة ودوره هو المحافظة على مكان المهبل . أو اللجوء إلى الجراحة.

## التشريح
ينحصر الجهاز التناسلي للأنثى بين الجهاز البولي والجهاز المعوي , ويكون الجهاز البولي في اللأمام بينما يقع الجهاز المعوي خلف الجهاز التناسلي. ونسجه يوجد منطقة من الأنسجة تسمى اللفافة تقع بين الجزء الأمامي من المهبل والمثانة، ودور هذه الأنسجة (اللفافة) منع المثانة من الضغط على المهبل.

## السبب
تحدث القيلة المثانية عندما لا تعود عضلات المهبل واللفافة قادرة على المحافظة على المثانة في مكانها مدفوعة للأمام . حيث أنه عند وصول عضلات المهبل واللفافة إلى مرحلة تصبح فيها عاجزة عن المحافظة على المثانة بمكانها، فإنها تبدأ بالانحناء باتجاه الخلف دافعة بذلك الجدار الأمامي للمهبل. أما أسباب حدوثها فهي هي الإجهاد بالدرجة الأولى كإجهاد العضلات أثناء الولادة . أو حمل الأشياء الثقيلة والرياضة التي تتطلب جهد كبير .

## التشخيص
تشخيص هذه الحالة سهلا ويكون الطبيب قادرا على تشخيصها من خلال وصف الأعراض والفحص السريري للمهبل، لأن الجزء المتدلي من المثانة يكون مرئيا. أما في مرحلة البداية للحالة فربما يتم الفحص عن طريق الأشعة السينية ولكن هذه الحالة تتطلب التصوير أثناء القيام بالتبول، حيث يستطيع المختص أن يرى المشاكل أثناء التصوير والتي تعيق تدفق البول طبيعيا. كما يمكن القيام بتنظير للمثانة.

## العلاج
العلاج يتم حسب درجة تطور الحالة، فإذا كانت الحالة خفيفة فيتم تقديم النصائح للمريضة بتجنب حمل الأشياء الثقيلة، واتباع تمارين رياضية خاصة لتمرين عضلات المهبل والمثانة، وهذه التمارين تسمى طبيا تمارين كيجل. ويمكن أيضا أن يتم في هذه الحالات وضع جهاز في المهبل يسمى فرزجة, وهو بدوره يحافظ على المثانة في مكانها الصحيح، ويتم إزالة الفرزجة بشكل دوري منتظم لتجنب الإصابة بعدوى أو تقرحات . أما في الحالات الشديدة فقد يتم إجراء عملية جراحية لإبعاد المثانة عن المهبل .
.

## وصلات خارجية
- Cystocele details, description

http://online.mufasser.com/client/dlmenu.asp?c=2410&p=muff2009asser12&d=og8391a1
موقع طب ويب القيلة المثانية اسبابها واعراضها
http://www.al-health.net/القيلة-المثانية/ نسخة محفوظة 31 يناير 2018 على موقع واي باك مشين.